# Pasteur (krater)
För andra betydelser, se Pasteur (olika betydelser).
Pasteur är en nedslagskrater på planeten Mars. Kratern är namngiven efter den franske biologen och kemisten, Louis Pasteur.
Kratern har en diameter på ungefär 116 km.